# Démonax de Mantinea
Démonax (en griego: Δημώναξ, Dēmōnax, gen.: Δημώνακτος) o Demonacte de Mantinea fue, al igual que Solón o Licurgo, un legislador de la Antigua Grecia. Es conocido por haber reformado la constitución de los cirenaicos.

## Vida
Aparte de lo que narra Heródoto en sus Historias, casi nada se sabe acerca de Démonax. Vivió en la ciudad de Mantinea, en la región de Arcadia, durante el siglo VI a. C. y, dado que fue contemporáneo de Bato III de Cirene, debía aún seguir con vida alrededor del 550 a. C.

## Actividad reformadora
Durante el reinado de Bato III, apodado el Cojo, Cirenaica se había vuelto un estado inestable debido a sus relaciones problemáticas con los libios, así como por la enemistad del faraón egipcio Amosis II y por los intentos de destronarlo tanto a él como a su padre, quien había sido estrangulado hasta la muerte por su consejero Learco —identificado tanto como hermano o simplemente como amigo—. Para tratar de aliviar tales dificultades, un representante de los cirenaicos visitó el oráculo de Delfos en busca de consejo y consultó a la sacerdotisa acerca de cómo podría recobrarse la estabilidad del reino. La pitia les recomendó que viajaran a la ciudad de Mantinea, en Arcadia, y preguntasen por un mediador. Así lo hicieron y, en respuesta a su solicitud, los de Mantinea enviaron a su ciudadano más distinguido, Démonax, quien ayudaría a los cirenaicos a reformar su constitución. Bato fue informado de la alta consideración de que gozaba Démonax en Mantinea, y de los importantes cargos que ocupaba allí.

### Tribus
Después de llevar a cabo una exhaustiva investigación en la comunidad, Démonax promovió diversas reformas. Primero dividió a la población de Cirenaica en tres grupos o tribus:
- Griegos procedentes de Thera y alrededores
- Griegos procedentes del Peloponeso y Creta
- Griegos de todas las demás islas del Egeo

### Monarquía y Senado
Démonax constituyó un Senado que controlaba la política de Cirenaica. Sus miembros eran representantes de los tres grupos sociales, y la presidencia senatorial era ostentada por el monarca. La nueva constitución redujo el poder, responsabilidades y autoridad del rey. La monarquía persistió, sin embargo, dado que el rey era el único facultado para otorgar tierras a los ciudadanos y para ejercer labores religiosas de sumo sacerdote. Una vez reservados a Bato determinados recintos y ministerios, Démonax designó éforos para castigar a los impostores y organizó una fuerza de policía armada de trescientos hombres para la protección y vigilancia. Además, puso en manos del común del pueblo todas las demás posesiones que habían pertenecido a la realeza. Una vez completadas las reformas, Démonax abandonó Cirenaica.

## Legado
A pesar de que las reformas de Démonax continuaron en vigor durante el reinado de Bato III, su sucesor Arcesilao III provocó grandes disturbios al esgrimir sus títulos y derechos. Arcesilao, ayudado por su madre Feretima, exigió recuperar sus privilegios ancestrales pero, en las luchas que tuvieron lugar, fue derrotado y huyó a Samos. El propio Arcesilao reorganizó a sus fuerzas y finalmente volvió al trono, tras de lo cual fue asesinado y sucedido en el mismo por su hijo, Bato IV el Justo, que posteriormente se sometería a una relación clientelar con los persas.